# Francesco Saverio Nitti
Francesco Saverio Vincenzo de Paolo Nitti (19 tháng 7 năm 1868 – 20 tháng 2 năm 1953) là nhà kinh tế học và chính trị gia người Ý. Là người có tư tưởng cấp tiến, ông giữ chức Thủ tướng Ý giữa năm 1919 và năm 1920.
Theo Bách khoa toàn thư Công giáo ("Lý thuyết về dân số"), Nitti (Dân số và Hệ thống Xã hội, 1894) là một nhà phê bình trung thành của nhà kinh tế học người Anh Thomas Robert Malthus và Nguyên tắc Dân số của ông. Ông là một nhà kinh tế học quan trọng và nghiên cứu nguồn gốc của các vấn đề Nam Italia phát sinh sau khi thống nhất Ý.